# Trama rara
Trama rara är en insektsart som beskrevs av Alexandre Mordvilko 1908. Enligt Catalogue of Life ingår Trama rara i släktet Trama och familjen långrörsbladlöss, men enligt Dyntaxa är tillhörigheten istället släktet Trama och familjen barkbladlöss. Enligt den finländska rödlistan är arten akut hotad i Finland. Arten är reproducerande i Sverige. Artens livsmiljö är ruderatmarker, vägrenar och banvallar. Inga underarter finns listade i Catalogue of Life.